# Hipposideros dinops
Hipposideros dinops — є одним з видів кажанів родини Hipposideridae.

## Поширення
Країни поширення: Папуа Нова Гвінея (Північні Соломонові острови), Соломонові острови. Знайдений на висоті від 0 до 400 м над рівнем моря. Це печерний вид. Спочиває поодинці або невеликими групами до 12 особин.

## Загрози та охорона
Загрози для цього виду включають збезлісення і порушення печер.